# Javier Ibáñez
Javier Alfonso Ibáñez Pis, (nacido el 3 de noviembre de 1963 en Villarreal, Castellón) es un exjugador de baloncesto español. Con 2.05 de estatura, su puesto natural en la cancha era el de pívot. 

## Trayectoria
- Cantera Club Joventut de Badalona
- Club Joventut de Badalona (1982-1983)
- Club Deportivo Oximesa (1983-1988)
- Club Ourense Baloncesto (1988-1990)
- Club Deportivo Oximesa (1990-1991)
- Club Baloncesto Murcia (1991-1992)
- Club de Baloncesto Askatuak (1992-1993)
- Club Baloncesto Murcia (1993-1994)